# 阿氏蜥形脂鯉
阿氏蜥形脂鯉，中文俗名红蜻蜓灯，為輻鰭魚綱脂鯉目脂鯉亞目脂鯉科的其中一個種。分布於南美洲奧里諾科河及黑河流域，體長可達6.2公分，棲息在底中層水域，生活習性不明。